# Drosophila kikkawai (artundergrupp)
Drosophila kikkawai är en artundergrupp som innehåller två artkomplex och 9 arter. Artundergruppen ingår i släktet Drosophila, undersläktet Sophophora och artgruppen Drosophila montium. Arterna inom artundergruppen har utbredningsområden i Asien, med undantag för Drosophila kikkawai som har en subkosmopolitisk spridning.

## Lista över arter i artundergruppen

### Artkomplexet kikkawai
- Drosophila bocki
- Drosophila brevina
- Drosophila kikkawai
- Drosophila leontia
- Drosophila mysorensis
- Drosophila pennae

### Artkomplexet lini
- Drosophila lini
- Drosophila ogumai
- Drosophila ohnishii